# Bill Antonio
Bill Leeroy Antonio (Dzivarasekwa, 3 de septiembre de 2002) es un futbolista zimbabuense que juega de centrocampista en el KV Malinas de la Primera División de Bélgica.

## Trayectoria
Nacido en Dzivarasekwa, Zimbabue, se formó como jugador en la Prince Edward School, hasta que en 2020 firmó por el Dynamos Football Club de la Liga Premier de Zimbabue.
El 6 de septiembre de 2022 firmó por el KV Malinas. En la temporada 2022-23, sería asignado a su filial de la 2de Nationale VFV B, de la cuarta división de Bélgica.[cita requerida] El 8 de enero de 2023 debutó con el primer equipo en la Primera División de Bélgica.

## Selección nacional
Ha sido internacional con la selección de Zimbabue, debutando el 11 de noviembre de 2021, en una derrota por 1-0 en la clasificación para la Copa Mundial de la FIFA 2022 ante Sudáfrica. Formó parte del equipo de Zimbabue en la Copa Africana de Naciones de 2021.[cita requerida]

## Clubes
| Club          | País     | Año             |
| ------------- | -------- | --------------- |
| Dynamos F. C. | Zimbabue | 2020-2022       |
| Jong KVM      | Bélgica  | 2022-2023       |
| KV Malinas    | Bélgica  | 2024-actualidad |